# Polemiosilis laciniata
Polemiosilis laciniata es una especie de coleóptero de la familia Cantharidae.

## Distribución geográfica
Habita en Borneo.